# Marran Gosov
Marran Gosov (* 3. Oktober 1933 in Sofia; † 12. Januar 2021 in Bulgarien; eigentlich Tzvetan Marangosoff) war ein bulgariendeutscher Filmemacher und Schriftsteller.

## Leben
Marran Gosov, bürgerlich Tzvetan Marangosoff, war das einzige Kind seiner Eltern, einer deutschen Mutter und eines bulgarischen Vaters. Er studierte Malerei und schrieb in den 1950er-Jahren in politischer Haft in einem bulgarischen Gefängnis seinen Roman Der Gleichgültige. Im April 1960 emigrierte er nach Westdeutschland und lebte bis 1991 in München. Er schrieb Hörspiele und produzierte zahlreiche eigene Kurzfilme, in denen er für Drehbuch, Regie, Schnitt und manchmal auch für die Kamera verantwortlich zeichnete. 1967 drehte er als Regisseur seinen ersten abendfüllenden Spielfilm, Engelchen oder Die Jungfrau von Bamberg mit Gila von Weitershausen. Der von Rob Houwer produzierte Streifen wurde am 8. März 1968 uraufgeführt. Ebenfalls für Rob Houwer schrieb Gosov die Drehbücher und führte Regie bei Zuckerbrot und Peitsche (1968) mit Helga Anders und Roger Fritz in den Hauptrollen und Bengelchen liebt kreuz und quer (1968) mit Harald Leipnitz.
Seine Tochter Janna Marangosoff, die in den 80er- und 90er-Jahren als Schauspielerin aktiv war, wurde 1969 geboren.
Danach engagierte ihn der West-Berliner Filmproduzent Horst Wendlandt für den Film Der Kerl liebt mich – und das soll ich glauben? (1969) mit Uschi Glas und Harald Leipnitz, wobei Gosov das Buch schrieb und die Regie übernahm. 1971/72 produzierte er den Spielfilm Wonnekloß (1972) mit Dieter Augustin, bei dem er für Buch, Regie und Schnitt verantwortlich war.
In den folgenden Jahren nahm er als Regisseur Abschied vom Kino und arbeitete überwiegend als Autor und Regisseur für deutsche Fernsehserien wie Okay S.I.R. oder Ein Fall für zwei. Als Filmkomponist machte er sich einen Namen bei den Kinofilmen Verführung: Die grausame Frau (1985) von Elfi Mikesch und Monika Treut, Lieber Karl (1985) von Maria Knilli sowie Horror Vacui (1984), Ein Virus kennt keine Moral (1986) und zuletzt Affengeil (1990) von Rosa von Praunheim.
Im April 1991 zog er zurück nach Bulgarien und lebte dort als Lyriker, Dramatiker und Schriftsteller von nationalem Rang.
Im November 2008 widmete ihm der Filmclub 813 aus Köln eine erste umfassende Werkschau (mit dem Titel „Marran Gosov – Ein Bulgare in Schwabing“) in Deutschland mit zahlreichen Kurzfilmen und seinen fünf abendfüllenden Kinospielfilmen. 2016 wurden im Goethe-Institut Bulgarien im Rahmen des Sofia International Filmfestivals „Kurzfilme der 60er und 70er Jahre aus München“ von Gosov gezeigt. Kuratiert wurde dieser Abend von Bernhard Marsch.
Am 12. Januar 2021 verstarb Marran Gosov im Alter von 87 Jahren in seinem Landhaus im bulgarischen Gebirge.
Ansprechpartner für das audio-visuelle Filmerbe von Marran Gosov ist Bernhard Marsch vom Marran-Gosov-Archiv in Köln.

## Hörspiele als Autor (Auswahl)
- 1961: Fahnen brauchen Lügen (RIAS Berlin)
- 1962: Der Pygmäe (RIAS Berlin)
- 1962: Aus einer anderen Welt (SR)
- 1963: Treffpunkt Vergangenheit (RIAS Berlin)
- 1964: Winter im Wolkenkratzer (HR)
- 1964: Besuch in Sofia (RIAS Berlin)
- 1965: Mühle (SWF)
- 1965: Über den Hügel (RIAS Berlin)
- 1966: In der Regenwolke (HR/WDR)

## Filmografie (Auswahl)
Langfilme als Regisseur und Autor:
- 1967: Engelchen oder Die Jungfrau von Bamberg
- 1968: Bengelchen liebt kreuz und quer
- 1968: Zuckerbrot und Peitsche
- 1969: Der Kerl liebt mich – und das soll ich glauben?
- 1972: Wonnekloss
- 1994: Гъбата или обратното на обратното (Der Pilz oder Das Gegenteil vom Gegenteil)
- 2002: Видеоконцепт IV (Video Concept IV)

Lang- und Kurzfilme als Musiker:
- 1981 Fehlanzeige (Maria Knilli)
- 1984: Horror Vacui (Rosa von Praunheim)
- 1984 Lieber Karl (Maria Knilli)
- 1984 Verführung – Die grausame Frau (Elfi Mikesch) & (Monika Treut)
- 1985 Ein Virus kennt keine Moral (Rosa von Praunheim)
- 1986 Die stille Frau (Kerstin Specht)
- 1988 Afrika (Kerstin Specht)
- 1988 Follow me (Maria Knilli)
- 1990 Affengeil (Rosa von Praunheim)

Kurzfilme als Regisseur, Autor und Produzent:
- 1965: Antiquitäten
- 1965: Das Denkmal
- 1965: Iris auf der Bank
- 1965: … und dann Bye bye
- 1965: Unterwegs aka Nach Frankfurt
- 1966: Power Slide (Kurz- & Langfassung)
- 1967: Sabine 18
- 1967: Pfeiffer
- 1967: Harte Arbeit (= Kurzfassung von Pfeiffer)
- 1968: Der Alte
- 1968: Kino
- 1969: Just happened
- 1969: Ciao Onassis
- 1969: Tana
- 1970: Der lange Marsch
- 1970: Jimi
- 1970: Jaros
- 1970: Das Silo
- 1970: Schöner Abschied
- 1971: Deutschunterricht
- 1971: Samson + Renate
- 1972: Horror in Tirschenreuth
- 1972: Gloria Savoy
- 1973: Nach langen Jahren ein Wiedersehen mit meinem Bruder aus Bulgarien während einer kurzen Zwischenlandung in München
- 1974: Schritte
- 1975: Spielen in Deutschland
- 1977: Dilettantische Lieder (8 Teile auf Video)
- 1980: Zeige deine Wunde (mit Joseph Beuys) (3 Teile auf Video)
- 1981: Subjekt-Objekte: Fragmente (1979–1980) (5 Teile auf Video)

Kurzfilme als Produzent:
- 1967: Die Kapitulation – Buch und Regie: Martin Müller
- 1968: Zinnsoldat (Tin soldier) – Buch und Regie: Martin Müller
- 1970: Unser Doktor – Buch und Regie: Martin Müller

Fernsehfilme und Serien als Regisseur:
- 1969: Über dem Hügel
- 1973: Okay S.I.R. (9 Folgen bis 1974)
- 1973: Kompass Magazin (4 Folgen)
- 1973: Das feuerrote Spielmobil (1 Folge)
- 1977: Bibi Bitter (6 Folgen bis 1978)
- 1982: Anderland (3 Folgen bis 1983)
- 1990: Ein Fall für zwei:  … zum Tode verurteilt

Fernsehserien als Autor:
- 1982 Anderland (3 Folgen bis 1983)
- 1983 Wie im Leben...
- 1987 Duett in Bonn (2 Folgen)
- 1987 Ein Fall für zwei (7 Folgen bis 1991)
- 1992 Eurocops (1 Folge)

Fernsehserien als Musiker:
- 1982 Anderland (1 Folge)

## Avantgarde Schallplatten als Musiker (Auswahl)
- 1977 dilettantische Lieder von Marran Gosov – Baby Mann (Eigenverlag)
- 1977 dilettantische Lieder von Marran Gosov (II) – Steine Kitzeln (Eigenverlag)
- 1980 Vocoding Life / Psycho-Akustik (Kuckuck Schallplatten 11045-2)

## Belletristik
Poesie:
- 1990 Децата на Русо (стихотворения). София: Мисъл-90
- 1991 Биография на сянката (поема). София: Петриков
- 1991 Маймуните на радостта (стихотворения). София: Петриков
- 1993 Стъмва се – съмва се (поезия). София: Литературен форум
- 1994 Последно начало (поеми). София: Христо Ботев
- 1996 Поезия. София: Орфей
- 2006 Дневник без календар (поема). София: Издателско ателие „Аб“. ISBN 954-737-320-X
- 2008 Градината на епилога (поема). София: Издателско ателие „Аб“. ISBN 978-954-737-714-1
- 2009 Амплитуди (поема). София: Издателско ателие „Аб“. ISBN 978-954-737-752-3
- 2010 Избрано. С рисунки на Николай Майсторов. София: Издателско ателие „Аб“.
- 2011 Травматургия (поема). София: Колибри. ISBN 978-954-529-904-9
- 2013 Непредвидимо минало. София: Издателско ателие „Аб“. ISBN 978-954-737-901-5

Prosa:
- 1959 Безразличният (роман). София: Български писател
- 1993 Безразличният (роман). 2. Auflage. София: Христо Ботев
- 2000 Безразличният. Оригиналът. Überarbeitete 3. Auflage. изд. София: Издателско ателие „Аб“
- 2007 Безразличният. 4. Auflage София: Издателско ателие „Аб“.
- 1998 Интимна дистанция (интервюта). София: Издателско ателие „Аб“.

Dramaturgie:
- 1995 Гъбата или Обратното на обратното: Монолог. Усмивката на страха: Картини на едно завръщане. София: Христо Ботев.
- 1999 Гъбата или обратното на обратното. Усмивката на страха. Neuauflage
- 2005 Музеят. Драматургия 1961 – 1964. Мюнхен.